# Dóra Molnár
Pour les articles homonymes, voir Molnár.
Dans le nom hongrois Molnár Dora, le nom de famille précède le prénom, mais cet article utilise l’ordre habituel en français Dora Molnár, où le prénom précède le nom.
Dóra Molnár, née le 29 juin 2006 à Budafok (Budapest, Hongrie), est une nageuse hongroise.

## Biographie
Dóra Molnár s'entraîne avec l'entraîneur Támás Horváth et concourt pour le club de natation Budafóka SE.
Aux Championnats d'Europe 2022, Dóra Molnár remporte une médaille de bronze pour sa participation dans les éliminatoires du relais 4 × 200 m nage libre. Elle remporte la médaille de bronze au 200 mètres dos avec un temps de 2 min 9 s 73,,.
Aux Championnats d'Europe juniors 2022, elle remporte une médaille d'or au 100 m dos avec un temps de 1 min 1 s 44, seulement 0,01 seconde devant la Japonaise Aimi Nagaoka,,. Pendant la finale, elle rafle la médaille d'argent au 200 m dos avec un temps de 2 min 9 s 80,,. En équipe, elle remporte trois médailles d'or (relais 4 × 100 m nage libre, relais 4 × 200 m nage libre et relais 4 × 100 m 4 nages).
Aux Championnats d'Europe 2024, elle remporte la médaille d’argent du 200 m dos, ainsi que l’or au titre du relais 4 × 100 m nage libre et l’argent au titre du relais 4 × 200 m nage libre.